# Wałerij Fedorczuk
Wałerij Jurijowycz Fedorczuk, ukr. Валерій Юрійович Федорчук (ur. 5 października 1988 roku w Niecieszynie) – ukraiński piłkarz, grający na pozycji pomocnika.

## Kariera piłkarska

### Kariera klubowa
Jest wychowankiem klubu Switanok Winnica. Pierwszy trener Serhij Wericz. W 2005 przeszedł do Krywbasa Krzywy Róg, ale występował tylko w drużynie rezerwowej. W lipcu 2007 roku podpisał kontrakt z FK Lwów. W lutym 2010 powrócił do Krywbasa. Zimą 2011 został wypożyczony ponownie do Krywbasa Krzywy Róg. 12 czerwca 2013 został wypożyczony do Karpat Lwów, a 25 lipca 2014 do Wołyni Łuck. Podczas przerwy zimowej sezonu 2014/15 powrócił do Dnipra, w którym grał do grudnia 2015. 4 lutego podpisał kontrakt z Dynamem Kijów. 22 czerwca 2017 za obopólną zgodą kontrakt został anulowany, a 3 sierpnia został piłkarzem Weresu Równe. 20 października 2017 klub rozwiązał umowę z piłkarzem. 11 marca 2018 zasilił skład Riga FC. 26 czerwca 2018 opuścił klub. 13 sierpnia 2018 został piłkarzem FK Mariupol.

### Kariera reprezentacyjna
27 maja 2007 zadebiutował w młodzieżowej reprezentacji Ukrainy w meczu z Białorusią.